# 국도 제58호선 (일본)
일본 58번 국도(일본어: 国道58号→국도 58호)는 오키나와현의 나하시부터 가고시마현의 가고시마시까지 이어 주는 일반 국도이자 도로이다. 그러나 이 도로는 육상 구간보다는 해상 구간이 더 길기 때문에 도리어 실제 연장이 275km에 근접한 것으로 보이게 되며, 일본의 00번대 국도 노선으로는 이 번호가 마지막 번호이다. 총 연장은 884.4 km, 실제 연장은 육상부 기준 274.9 km, 해상 구간 역시 609.5 km에 이르고 있다.

## 같이 보기
- 오키나와 자동차도(일본어판, 중국어판)